# Kaiko Sareta Ankoku Heishi (30-dai) no Slow na Second Life
Kaiko Sareta Ankoku Heishi (30-Dai) no Slow na Second Life (Nhật: 解雇された暗黒兵士（30代）のスローなセカンドライフ Hepburn: Kaiko Sareta Ankoku Heishi (Sanjū-dai) no Surō na Sekando Raifu) là một light novel Nhật Bản được viết bởi Okazawa Rokujūyon và minh họa bởi Sage Jō. Bộ sách được đăng tải trực tuyến qua trang web xuất bản tiểu thuyết do người dùng tạo Shōsetsuka ni Narō từ tháng 11 năm 2018 đến tháng 7 năm 2020. Sau đó, tác phẩm đã được mua lại bởi Kodansha, họ đã xuất bản ba tập kể từ tháng 8 năm 2019 dưới ấn hiệu Kodansha Ranobe Books.
Chuyển thể thành manga được thực hiện bởi Rurekuchie và đã đăng nhiều kỳ trên tạp chí manga seinen Young Magazine the 3rd từ tháng 8 năm 2019 đến tháng 4 năm 2021, tiếp đó chuyển sang tạp chí Gekkan Young Magazine từ tháng 5 năm 2021. Đã có 8 tập tankōbon được phát hành tính đến tháng 11 năm 2022. Chuyển thể thành anime truyền hình cũng đã được xác nhận thực hiện bởi Encourage Films và ra mắt với khán giả vào ngày 7 tháng 1 năm 2023.

## Nội dung
Dariel là một người lính trong quân đội Ma vương không biết sử dụng ma thuật. Mặc dù vậy, anh đã trở thành phụ tá cho Tứ thiên vương nhờ tài năng và nghị lực của mình. Tuy nhiên khi Tứ thiên vương mới lên ngôi, anh bị trục xuất khỏi quân đội. Tuyệt vọng và chán chường, Dariel quyết định sống thảnh thơi tại một ngôi làng con người, nơi anh nhận và giải quyết mọi yêu cầu thường ngày trong làng.

## Nhân vật
Dariel (ダリエル Darieru)
Lồng tiếng bởi: Sugita Tomokazu
Marika (マリーカ Marīka)
Lồng tiếng bởi: Fujita Akane
Bashvaza (バシュバーザ Bashubāza)
Lồng tiếng bởi: Abe Atsushi
Gashita (ガシタ)
Lồng tiếng bởi: Kakihara Tetsuya
Zeviantes (ゼビアンテス Zebiantesu)
Lồng tiếng bởi: Okubo Rumi
Lady (レーディ Rēdi)
Lồng tiếng bởi: Kitō Akari
Droyes (ドロイエ Doroie)
Lồng tiếng bởi: Nakahara Mai
Beseria (ベゼリア Bezeria)
Lồng tiếng bởi: Tsuruoka Satoshi
Smith (スミス Sumisu)
Lồng tiếng bởi: Iwasaki Hiroshi
Lizette (リゼート Rizēto)
Lồng tiếng bởi: Tachibana Shinnosuke
Enbil (エンビル Enbiru)
Lồng tiếng bởi: Hamada Kenji
Erica (エリーカ Erīka)
Lồng tiếng bởi: Watanabe Keiko
Granbaza (グランバーザ Guranbāza)
Lồng tiếng bởi: Masaki Terasoma
Sessha (セッシャ)
Lồng tiếng bởi: Tezuka Hiromichi
Aransil (アランツィル Arantsiru)
Lồng tiếng bởi: Inoue Kazuhiko
Satome (サトメ)
Lồng tiếng bởi: Kudō Yūki
Fitbitan (フィットビタン Fittobitan)
Lồng tiếng bởi: Ōtomari Takaki

## Truyền thông

### Light novel
Rokujūyon Okazawa, Kaiko Sareta Ankoku Heishi (30-Dai) no Slow na Second Life được đăng tải trên trang web Shōsetsuka ni Narō từ ngày 15 tháng 11 năm 2018 đến ngày 30 tháng 7 năm 2020. Sau đó, Kodansha đã mua lại bộ truyện và bắt đầu xuất bản rồi phát hành từ ngày 2 tháng 8 năm 2019, dưới ấn hiệu Kodansha Ranobe Books. Tính đến tháng 3 năm 2020, ba tập light novel đã được xuất bản.
| # | Ngày phát hành tiếng Nhật | ISBN tiếng Nhật   |
| - | ------------------------- | ----------------- |
| 1 | 2 tháng 8 năm 2019        | 978-4-06-516030-5 |
| 2 | 1 tháng 11 năm 2019       | 978-4-06-516918-6 |
| 3 | 27 tháng 3 năm 2020       | 978-4-06-518884-2 |

### Manga
Sê-ri manga chuyển thể thực hiện bởi Rurekuchie và đã đăng tải thường kỳ trên tạp chí Young Magazine the 3rd của nhà xuất bản Kodansha từ ngày 6 tháng 8 năm 2019. Sê-ri sau đó đã được chuyển sang tạp chí Gekkan Young Magazine vào 20 tháng 5 năm 2021. Tính đến tháng 11 năm 2022, 8 tập truyện tankōbon đã được xuất bản.
| # | Ngày phát hành tiếng Nhật | ISBN tiếng Nhật   |
| - | ------------------------- | ----------------- |
| 1 | 27 tháng 3 năm 2020       | 978-4-06-518834-7 |
| 2 | 20 tháng 8 năm 2020       | 978-4-06-520202-9 |
| 3 | 20 tháng 1 năm 2021       | 978-4-06-522015-3 |
| 4 | 17 tháng 6 năm 2021       | 978-4-06-523675-8 |
| 5 | 18 tháng 11 năm 2021      | 978-4-06-525859-0 |
| 6 | 18 tháng 3 năm 2022       | 978-4-06-527058-5 |
| 7 | 20 tháng 7 năm 2022       | 978-4-06-528478-0 |
| 8 | 18 tháng 11 năm 2022      | 978-4-06-529791-9 |
| 9 | 20 tháng 3 năm 2023       | 978-4-06-531467-8 |

### Anime
Sê-ri anime truyền hình được xác nhận chuyển thể từ tháng 7 năm 2022. Sê-ri được thực hiện bởi Encourage Films và do Oizaki Fumitoshi làm đạo diễn, cùng với sự hỗ trợ của trợ lý đạo diễn Yūzumi Yoshihide, kịch bản của Amamiya Hitomi, thiết kế nhân vật của Yonezawa Satomi và Tsubasa Ito sáng tác nhạc. Anime được lên sóng vào ngày 7 tháng 1 năm 2023 trên kênh Tokyo MX và một số nền tảng khác. Ca khúc mở đầu "Changemaker" được thực hiện bởi Hinano, trong khi đó ca khúc kết thúc "Dear Doze Days" do Kitō Akari trình bày.

#### Danh sách tập phim
| Số tập | Tựa đề | Ngày phát sóng gốc |
| ------ | --- | ------------------ |
| 1      | "Dariel, Kaiko Sareru. (ダリエル、解雇される。 Dariel, bị sa thải.)"                                                                                 | 7 tháng 1, 2023    |
| 2      | "Dariel, Bōken-sha to Shite Hatsu Shigoto o Suru. (ダリエル、冒険者として初仕事をする。 "Dariel, làm công việc đầu tiên với tư cách Mạo hiểm giả.")" | 14 tháng 1, 2023   |
| 3      | "Dariel, Mukashi no Shokuba e Iku. (ダリエル、昔の職場へ行く。 "Dariel, đi đến nơi làm việc xưa.")"                                                  | 21 tháng 1, 2023   |
| 4      | "Dariel, Kōshō Suru. (ダリエル、交渉する。 "Dariel, thương lượng.")"                                                                                 | 28 tháng 1, 2023   |
| 5      | "Darieru, Kettō Suru. (ダリエル、 決闘する。 "Dariel, quyết đấu.")"                                                                                  | 4 tháng 2, 2023    |
| 6      | "Dariel, Yuge ni Tsutsumareru. (ダリエル、湯気に包まれる。 "Dariel, bao trùm trong hơi nước.")"                                                      | 11 tháng 2, 2023   |
| 7      | "Dariel, Ano Waza o Tsukau. ( ダリエル、あの技を使う。 "Dariel, sử dụng chiêu thức ấy.")"                                                            | 18 tháng 2, 2023   |
| 8      | "Dariel, Honsō Suru. (ダリエル、奔走する。 "Dariel, chạy đôn chạy đáo.")"                                                                            | 25 tháng 2, 2023   |
| 9      | "Dariel, Honsō Suru (ダリエル、再会する。 "Dariel, tái ngộ")"                                                                                        | 4 tháng 3, 2023    |
| 10     | "Dariel, Hinoko o Abiru. (ダリエル、火の粉を浴びる。 "Dariel, hứng chịu tàn lửa")"                                                                   | 11 tháng 3, 2023   |
| 11     | "Dariel, Taiketsu Suru. (ダリエル、対決する。 "Daeriel, đối mặt.")"                                                                                  | 18 tháng 3, 2023   |
| 12     | "Dariel, Tewonobasu. (ダリエル、手を伸ばす。)" | 25 tháng 3, 2023   |